# Anke Ohde
Anke Ohde (13 de abril de 1955) es una deportista de la RDA que compitió en piragüismo en la modalidad de aguas tranquilas. Ganó cinco medallas de oro en el Campeonato Mundial de Piragüismo, en los años 1974 y 1975.

## Palmarés internacional
| Campeonato Mundial | Campeonato Mundial        | Campeonato Mundial | Campeonato Mundial |
| Año                | Lugar                     | Medalla            | Competición        |
| ------------------ | ------------------------- | ------------------ | ------------------ |
| 1974               | Ciudad de México (México) | Medalla de oro     | K1 500 m           |
| 1974               | Ciudad de México (México) | Medalla de oro     | K2 500 m           |
| 1974               | Ciudad de México (México) | Medalla de oro     | K4 500 m           |
| 1975               | Belgrado (Yugoslavia)     | Medalla de oro     | K1 500 m           |
| 1975               | Belgrado (Yugoslavia)     | Medalla de oro     | K4 500 m           |